# Борис Олександр Олександрович
Олекса́ндр Олекса́ндрович Борис (м. Ніжин, Чернігівська область — 15 березня 2022, біля м. Мар'їнка, Донецька область) — український військовослужбовець, майор 11 ОБрАА Збройних сил України, учасник російсько-української війни. Герой України (2023, посмертно).

## Життєпис
Олександр Борис народився 25 серпня 1994 року[джерело?] в місті Ніжині Чернігівської области.
Закінчив Ніжинську гімназію № 3 та Чернігівський ліцей з посиленою військово-фізичною підготовкою, Харківський національний університет Повітряних сил імені Івана Кожедуба (2016).
Захоплювався футболом.
У 2016 році розпочав військову службу льотчиком-штурманом вертольота вертолітної ланки вертолітної ескадрильї в 11-й окремій бригаді армійської авіації.
Учасник АТО/ООС. У 2019 році став командиром гвинтокрила та виконував почесну місію ООН в Конго.
Загинув 15 березня 2022 року під час виконання бойового завдання біля Мар'їнки на Донеччині. Того дня вертоліт, яким керував капітан Олександр Борис, знищив 15 одиниць російської техніки й кілька десятків окупантів, після чого його борт збила ворожа ракета.

## Нагороди
- звання Герой України з удостоєнням ордена «Золота Зірка» (29 вересня 2023, посмертно) — за особисту мужність і героїзм, виявлені у захисті державного суверенітету та територіальної цілісності України, самовіддане служіння Українському народові[4];
- орден Богдана Хмельницького III ступеня (14 квітня 2022, посмертно) — за особисту мужність і самовіддані дії, виявлені у захисті державного суверенітету та територіальної цілісності України, вірність військовій присязі[5];
- орден Данила Галицького (16 березня 2022) — за особисту мужність і самовіддані дії, виявлені у захисті державного суверенітету та територіальної цілісності України, вірність військовій присязі[6];
- грамота й пам'ятний нагрудний знак Міністерства оборони України «Воїн-миротворець»[2].

## Вшанування пам'яті
Одну з вулиць Ніжина названо ім'ям Олександра Бориса.

## Військові звання
- майор (2022, посмертно)[3],
- капітан (2018)[2].